# آلکس رایلی
کوین رابرت کیلی، جی‌آر (به انگلیسی: Kevin Robert Kiley, Jr) یک کشتی‌گیر حرفه‌ای آمریکایی متولد ۲۸ آوریل ۱۹۸۱ (میلادی) است که با نام  آلکس رایلی، در مسابقات کشتی حرفه‌ای شرکت می‌کند. آلکس رایلی از سال ۲۰۰۷، تاکنون در این رشته و در مسابقات نوع راو فعال بوده‌است.

## زندگینامه
این سوپراستار جدید کمپانی دبلیو دبلیو ای که در رسل مانیا ۲۷ توسط د میز وارد مسابقات شد پس از حدود ۶ ماه کمک به میز و کار کردن برای او سرانجام از دست تحقیرهای او عاصی شد و با حمله به او در یک شو راو قبل از پی پی وی کپیتال پانیشمنت باعث ایجاد استوری جدیدی بین خودش و میز شد که طی آن رایلی موفق تر بود و در جلوی چشمان باراک اوباما رئیس‌جمهور آمریکا در کپیتال پانیشمنت او را شکست داد. البته استوری آن‌ها تا مانی این د بانک هم کشیده شد و در همانجا خاتمه یاقت. رایلی که هنوز نیامده تبدیل به سوپراستاری فیس شده‌است توانسته است که طرفداران زیادی را سراسر جهان جذب کند و چندین استوری جدید را به وجود آورد.
او پس از مانی این د بانک در تورنمنتی که وینس مکماهون برای تعیین قهرمان دبلیو دبلیو ای قرار داده بود برای آخرین بار با میز مسابقه داد و دیگر آن دو با هم مسابقه ای ندادند. بنابراین استوری این دو خاتمه یافت . اما پس از آن کل کل‌های جدیدی را با دالف زیگلر و جک سواگر شروع کرده بود که حتی طی آن سیلی محکمی از ویکی گوررو خورد. او در پی پی وی نایت آف چمپیونز در یک مسابقه جهار نفره شانس برد کمربند قهرمانی ایالات متحده رو داشت. اما موفق نبود. الکس که در بچگی و جوانی اش در ورزش راگبی نیز بازی میکرد دارای بدنی قدرتمند است. او دارای آینده ای درخشان است و با بردش از میز این را به همه ثابت کرد.او در دانشگاه بوستون درس جامعه‌شناسی و چاریسما خوانده است و در عین حال یک کشتی گیر است!
او که چند وقتی است در شوهای دبلیو دبلیو ای حضور ندارد به احتمال زیاد در رسل مانیا بعدی استوری جدیدی را با یکی از بزرگان کشتی کج آغاز خواهد کرد.